# Instituto Superior de Economia e Gestão
O Instituto Superior de Economia e Gestão (ISEG) MHSE, ou ISEG - Lisbon School of Economics and Management, é a faculdade de Economia e Gestão da Universidade de Lisboa. Fundado oficialmente a 23 de maio de 1911, é a instituição de ensino superior mais antiga de Portugal nestas áreas.
Atualmente, o ISEG é uma das principais escolas de Economia e Gestão em Portugal, destacando-se pela qualidade da sua investigação e pelo sucesso dos seus alumni. O ISEG possui o conjunto de acreditações "triple crown" (AACSB, EQUIS e AMBA), uma distinção atribuída a menos de 1% das escolas de Gestão a nível mundial, e está classificado como a 70.ª melhor escola de negócios da Europa e a 47.ª melhor escola de formação executiva do mundo segundo o Financial Times.
Em 2023, o ISEG contava com cerca de 290 docentes e 5.072 estudantes de 90 nacionalidades, distribuídos da seguinte forma:
- 2.356 alunos nas licenciaturas;
- 2.025 alunos nos mestrados;
- 24 alunos no EMBA;
- 432 alunos em cursos de pós-graduação;
- 235 alunos nos doutoramentos.

## História

### Origens
A origem do Instituto Superior de Economia e Gestão remonta à Aula do Comércio, criada em 1759 por ordem do Marquês de Pombal. Esta oferecia um curso de nível secundário destinado à formação de pessoal para tarefas técnicas em atividades comerciais. Foi a quinta escola de comércio no mundo e a primeira instituição pública de ensino técnico comercial.
Em 1844, a Aula do Comércio foi transformada na Escola de Comércio (ou Secção Comercial do Liceu de Lisboa) e, em 1869, foi integrada no Instituto Industrial de Lisboa, passando então a denominar-se Instituto Industrial e Comercial de Lisboa.

### De 1911 aos dias de hoje
A 23 de maio de 1911, o Instituto Industrial e Comercial de Lisboa foi dividido em duas escolas superiores: o Instituto Superior Técnico e o Instituto Superior de Comércio. O Instituto Superior de Comércio iniciou o seu funcionamento em 1913, lecionando três cursos de nível superior: o curso Aduaneiro, o curso Consular e o curso de Comércio. Em 1915, foi introduzido o curso de Finanças.
Em 1930, o Instituto Superior de Comércio foi integrado na Universidade Técnica de Lisboa, passando a denominar-se Instituto Superior de Ciências Económicas e Financeiras.
Em 1949, ocorreu uma profunda alteração dos planos de estudos, substituindo-se os cursos Aduaneiro, Consular, de Comércio e de Finanças pelos cursos de licenciatura em Economia e em Finanças. No seguimento da mesma reforma, foi estabelecida uma especialização entre o grau de doutor em Economia e o grau de doutor em Finanças, conferidos após provas públicas de defesa de uma dissertação e de exame sobre matérias sorteadas entre temas anunciados pelo instituto.
Em 1972, o Instituto mudou a sua designação para Instituto Superior de Economia como parte de uma nova reforma dos planos de estudos. O curso de licenciatura em Finanças foi substituído pelo curso de licenciatura em Organização e Gestão de Empresas, que, a partir de 1986, passou a ser designado por curso de licenciatura em Gestão.
Em 1979, iniciou-se o ensino de pós-graduação, com o curso de Métodos Matemáticos para Economia e Gestão de Empresas, e, em 1981, iniciou-se o ensino de mestrado, com o curso de mestrado em Economia, sendo que durante as décadas seguintes, a oferta formativa foi sendo consistentemente alargada.
Em 1989, na sequência da aprovação da Lei de Autonomia Universitária, os estatutos da Universidade Técnica de Lisboa alteraram a denominação do Instituto Superior de Economia para Instituto Superior de Economia e Gestão.
Em 2013, o ISEG foi integrado na nova Universidade de Lisboa, resultante da fusão da anterior Universidade de Lisboa com a Universidade Técnica de Lisboa.

## Campus
O campus do ISEG, também conhecido como Campus do Quelhas da Universidade de Lisboa, situa-se na freguesia da Estrela, entre o bairro da Madragoa e a Assembleia da República, numa área que é considerada um dos centros históricos e culturais da cidade de Lisboa. O campus é constituído por oito edifícios: Quelhas 6, Quelhas 4, Quelhas 2, Novo Quelhas, Francesinhas 1, Francesinhas 2, a Biblioteca Francisco Pereira de Moura e o edifício Bento de Jesus Caraça.

### Quelhas 6

#### 1599 - 1603
Devido às perseguições religiosas aos católicos promovidas por Henrique VIII durante a Reforma Protestante, os membros da Ordem de Santa Brígida foram forçados a abandonar Inglaterra em 1539. Inicialmente, partiram para Flandres, mas, após serem continuamente perseguidos em territórios flamengos e franceses, acabaram por se refugiar em Portugal em 1594.
Em 1599/1600, Isabel de Azevedo, uma nobre portuguesa, ofereceu-lhes alojamento numa parte da sua própria habitação, que mais tarde lhes foi deixada em testamento. Em 1603, o papa Clemente VIII autorizou oficialmente os membros da Ordem de Santa Brígida a estabelecerem o seu cenóbio na parte da casa que lhes havia sido oferecida.

#### 1651 - 1655
A 17 de agosto de 1651, o edifício foi totalmente destruído por um grande incêndio. Em outubro desse ano começou a reconstrução, que é concluída a 6 de outubro de 1655. As descrições indicam que o edifício foi construído de novo na totalidade, embora não seja claro se foram aproveitados elementos construtivos do edifício anterior.

#### 1755 - 1760
O Terramoto de 1 de novembro de 1755 causou graves danos ao edifício, embora menos severos do que os provocados pelo incêndio de 1651. O sismo provocou a destruição total ou parcial dos principais aposentos. A reconstrução foi iniciada e por volta de 1760 as obras estavam praticamente concluídas.

#### 1809 - 1861

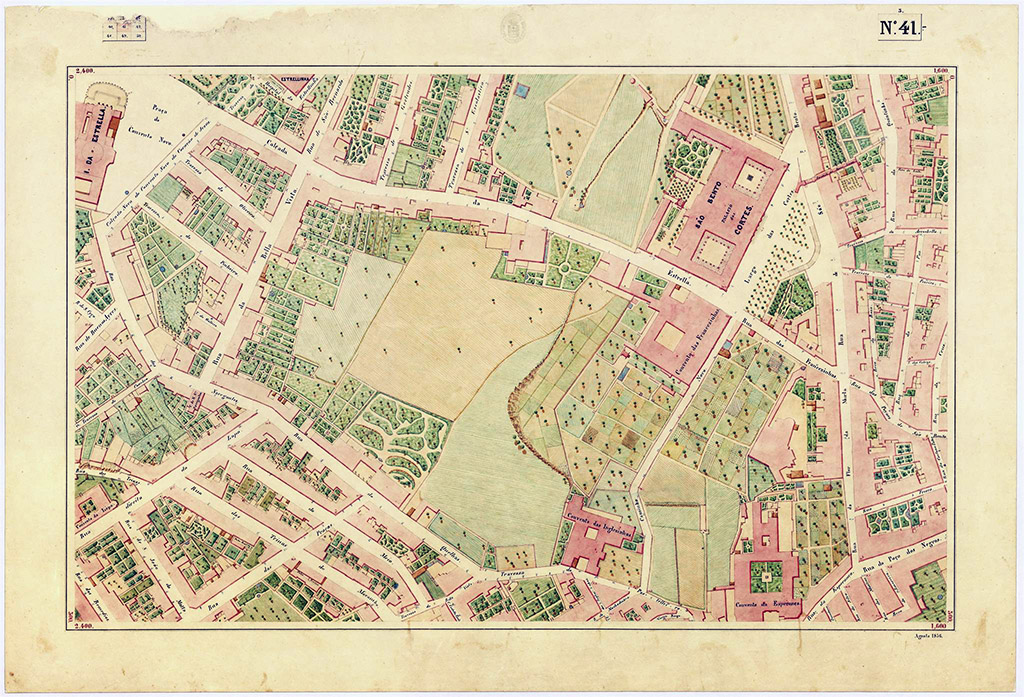
Atlas da Carta Topográfica de Lisboa sob direção de Filipe Folque,1856-1858 (n.º 41).

As irmãs de Santa Brígida não foram afetadas pelas duas primeiras Invasões Francesas de 1807 e 1808. No entanto, temendo a Terceira Invasão, em 1809 a abadessa decidiu partir para Inglaterra levando com ela a maioria das freiras. Algumas irmãs optaram por permanecer em Lisboa e, devido à requisição do edifício pelo exército inglês, viram-se obrigadas a ficar no Convento de Nossa Senhora do Bom Sucesso até 1812.
Incentivadas pelo crescente contexto anticlerical em Portugal e pelo ambiente favorável às ordens religiosas que se vivia nessa altura em Inglaterra, as últimas freiras da Ordem de Santa Brígida em Portugal regressaram à sua pátria a 27 de agosto de 1861.

#### 1864 - 1907

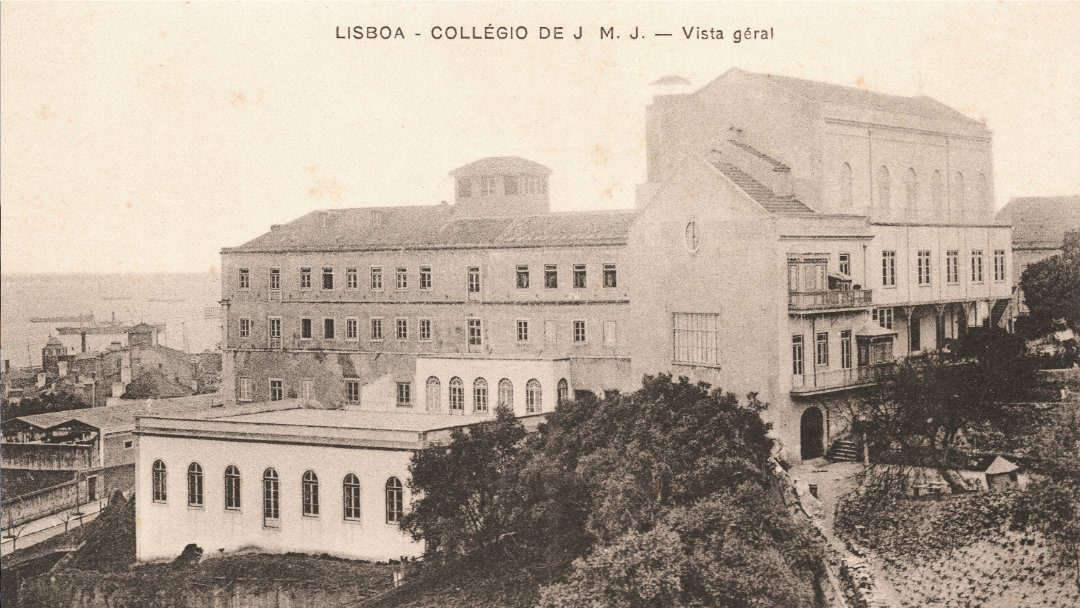
Colégio de Jesus Maria José, 1907.

Os jesuítas instalaram-se no Convento de Santa Brígida por volta de 1864/1865, após o padre Francisco Xavier Fulconis, responsável pela Missão Portuguesa da Companhia de Jesus, ter escolhido o local para ser a sede da Companhia. A formalização da posse do edifício ocorreu mais tarde, a 3 de março de 1869.
Antes dessa instalação, o padre Fulconis solicitou à madre geral da Congregação das Irmãs de Santa Doroteia que enviasse religiosas a Lisboa para fundar um colégio feminino. Após assumirem a posse do convento, os jesuítas realizaram obras para dividir o espaço em duas partes autónomas. Eles ocuparam uma das partes e cederam a outra às freiras de Santa Doroteia. As irmãs, vindas de Génova, chegaram a Lisboa a 16 de junho de 1866 e fixaram-se no convento a 7 de julho do mesmo ano, onde fundaram o Colégio de Jesus Maria José.
De 1864 até 1907, o convento sofreu várias obras de reparação e expansão.

#### 1910

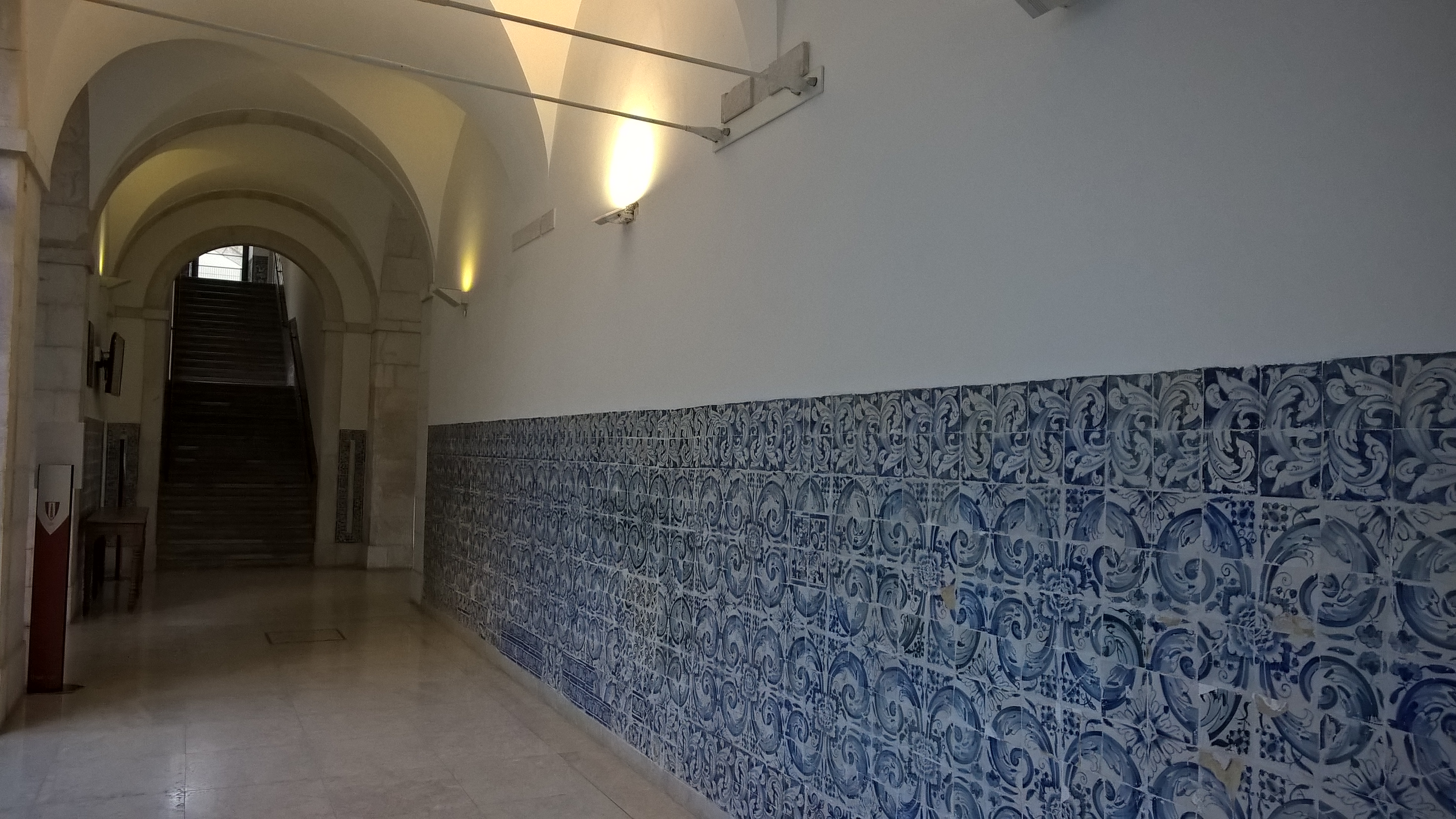
Interior do edifício Quelhas 6.

A 3 de outubro de 1910 foi assinado um decreto, publicado no Diário do Governo nº 221 do dia seguinte, que dissolvia a comunidade jesuíta instalada no edifício do Quelhas. Durante a Implantação da República, a 5 de outubro de 1910, o Quelhas tornou-se um dos principais focos de conflito, tendo havido milícias armadas que dispararam continuamente contra o edifício jesuíta.
As Irmãs Doroteias foram retiradas do seu edifício na noite de 7 para 8 de outubro e obrigadas a regressar aos seus países de origem, encerrando-se assim o Colégio de Jesus Maria José. O decreto de 8 de outubro de 1910 determinou a expulsão dos padres da Companhia de Jesus de Portugal e a transferência automática dos seus bens para o Estado.
A 29 de dezembro de 1910, foi inaugurado o Museu da Revolução no edifício da antiga enfermaria do Colégio de Jesus Maria José, que viria a ser destruído a 21 de outubro de 1913 durante a tentativa de golpe monárquico liderado por João de Azevedo Coutinho, evento que ficou conhecido como a Primeira Outubrada.

#### 1911 - Presente
A 23 de maio de 1911 foi fundado o Instituto Superior de Comércio. Pelo decreto do dia 29 de novembro de 1912, o edifício do Quelhas foi arrendado para a instalação do curso secundário e superior de comércio, e iniciou o seu funcionamento no ano letivo 1913/1914.

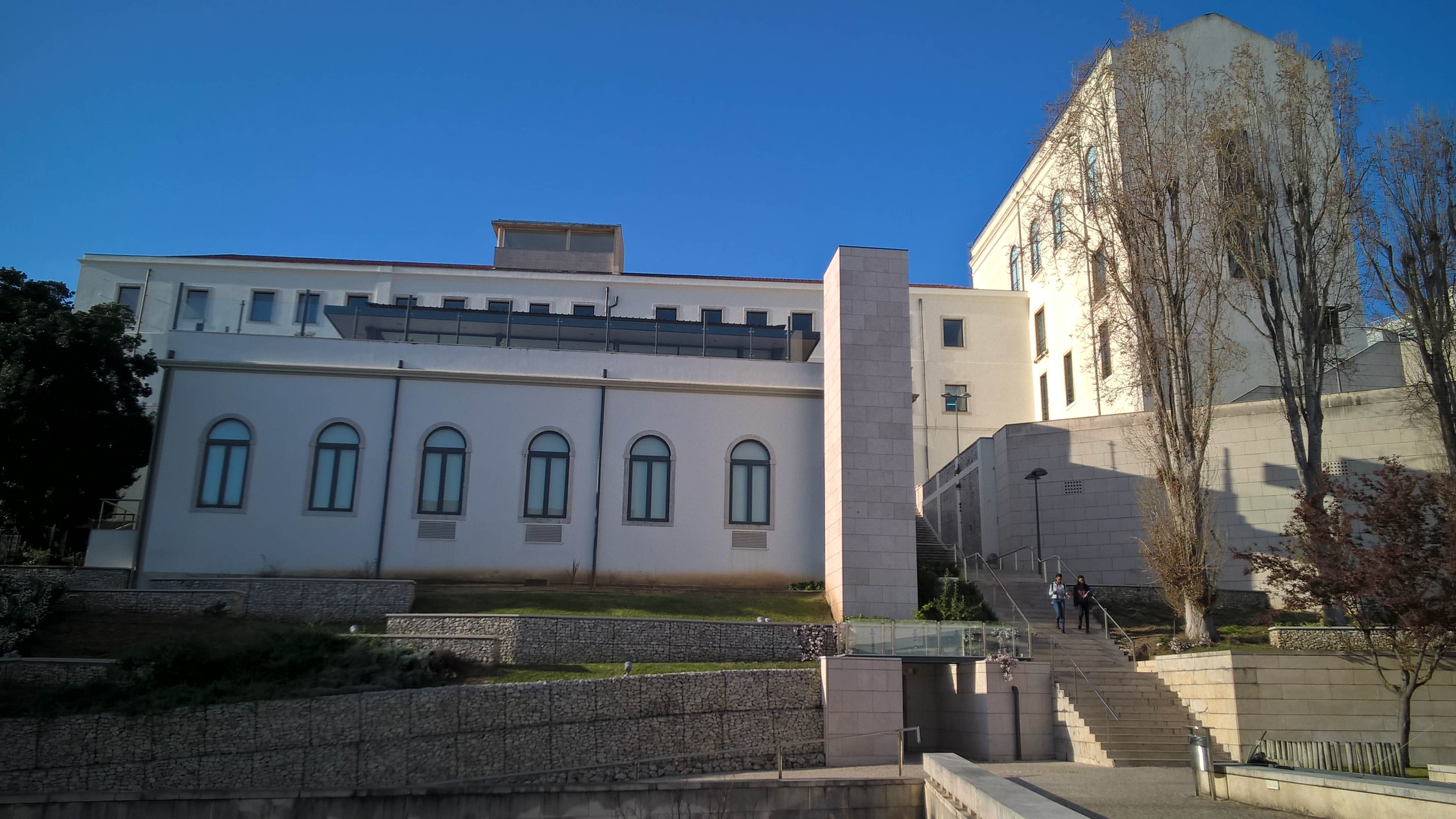
Edifícios Quelhas 6 (ao fundo) e Novo Quelhas (à frente).

Ao longo dos anos foram feitas várias obras no edifício do Quelhas, com especial destaque para as décadas de 1960 e 1970. Em 2001/2002, começaram obras significativas de reabilitação no antigo espaço jesuíta, e as novas instalações foram inauguradas a 7 de novembro de 2005. Atualmente, o edifício Quelhas 6 contém a Presidência do ISEG, o Salão Nobre, a Secretaria do ISEG Executive Education, o Departamento de Marketing e Relações Externas (serviços), o Departamento de Matemática, gabinetes de docentes, secretariados de departamentos, salas de aula e auditórios.

### Quelhas 4

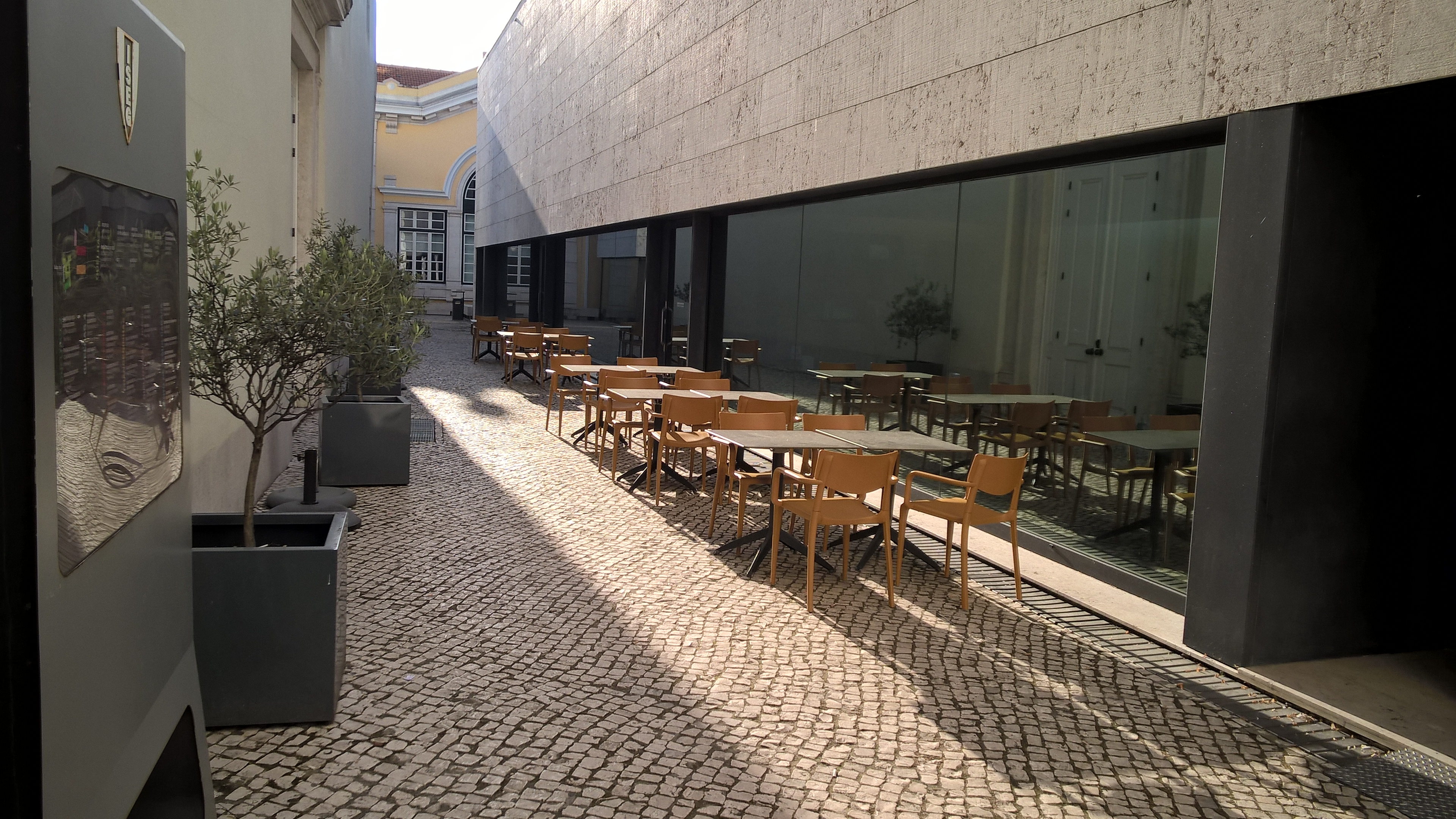
Esplanada da cantina do edifício Quelhas 4.

O edifício Quelhas 4 foi desenhado pelo arquiteto Gonçalo Byrne e inaugurado a 7 de novembro de 2005 e contém a cantina do Quelhas e gabinetes de docentes.

### Quelhas 2
Em 1932, iniciaram-se as obras de construção de um novo edifício destinado à instalação do Museu Comercial. Concluído em 1935, acabou por ser ocupado pela Emissora Nacional de Radiodifusão (EN), órgão de comunicação do regime salazarista, oficialmente inaugurado em agosto do mesmo ano. A EN foi a antecessora da Radiodifusão Portuguesa (RDP) e da Rádio e Televisão de Portugal (RTP).

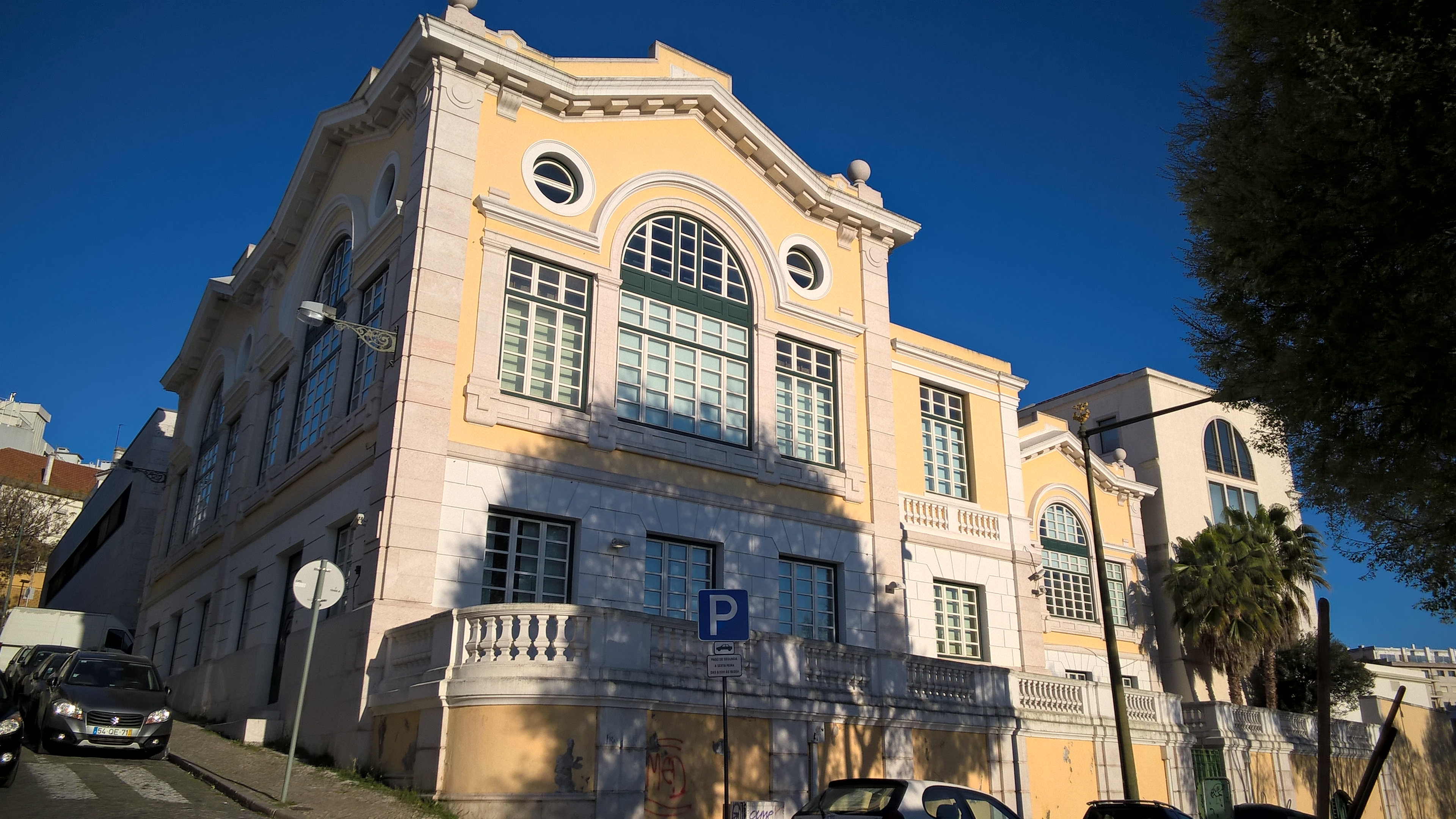
Edifício Quelhas 2.

Na madrugada de 25 de abril de 1974, por volta das três horas da manhã, um grupo de militares do Movimento das Forças Armadas, liderado pelos Capitães Luís Pimentel e Frederico Morais, ocupou a Emissora Nacional. Frederico Morais comunicou ao posto de comando: "Daqui Maior de Lima Dezoito. Informo que ocupámos Tóquio sem qualquer incidente".
No dia 25 de novembro de 1975, forças da polícia militar e do COPCON invadiram a Emissora Nacional como parte do Golpe de 25 de novembro. No jornal das 20:00 horas, foram feitos apelos à revolução em nome de Otelo Saraiva de Carvalho e do poder popular. O golpe acabou por fracassar e, no rescaldo deste evento, vários trabalhadores da EN foram suspensos ou dispensados por alegada participação nos acontecimentos .
Em 1997, o ISEG adquiriu o edifício que era ocupado pela Radiodifusão Portuguesa (antiga EN). Após obras de adaptação, o novo espaço começou a ser utilizado em 1999. Atualmente o edifício Quelhas 2 contém os gabinetes de docentes do Departamento de Matemática, o Departamento de Recursos Humanos, o Departamento de Logística e Apoio Técnico, o Departamento de Serviços Financeiros, a Fundação Económicas e a Alumni Económicas.

### Novo Quelhas

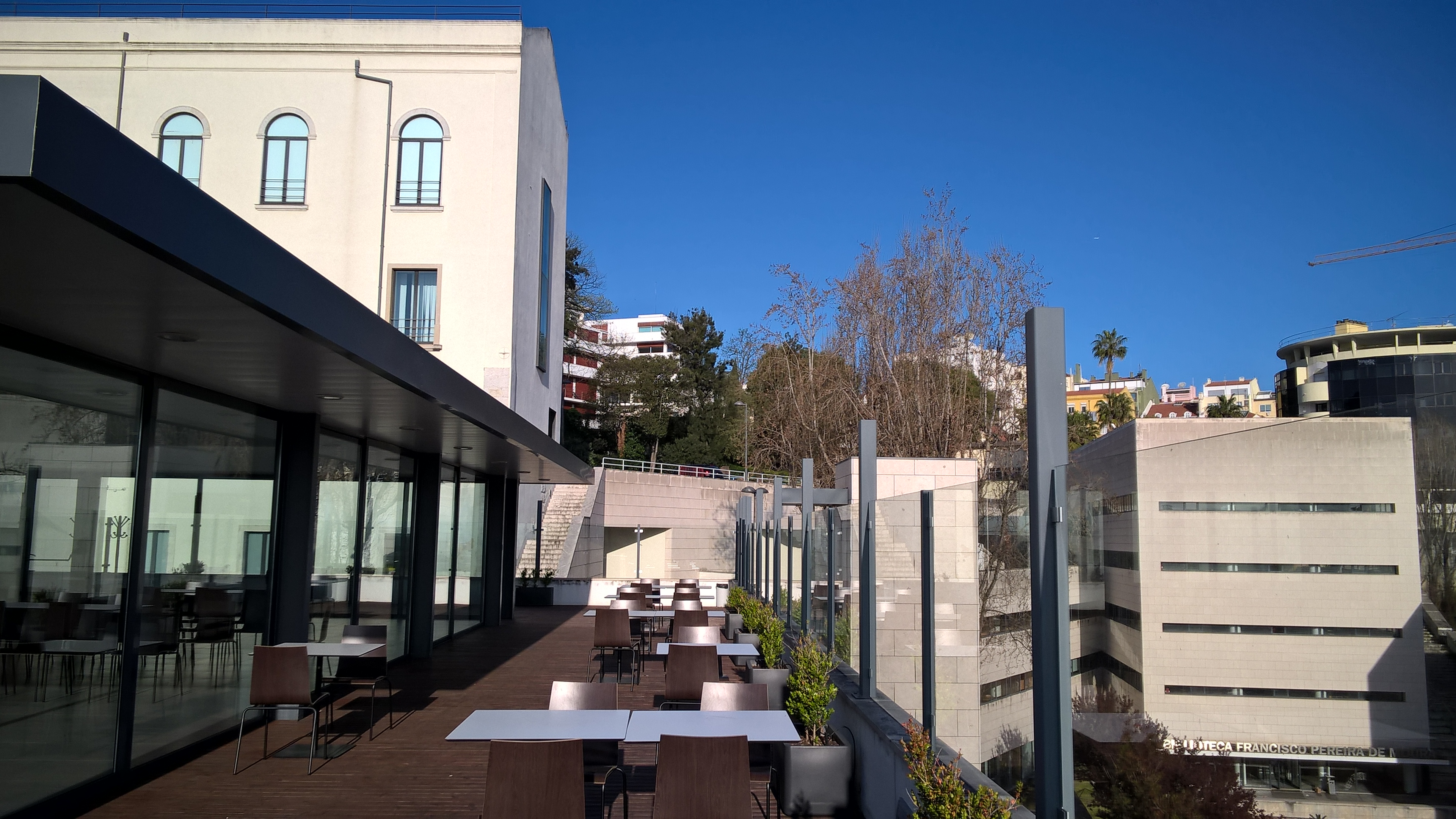
Terraço do edifício Novo Quelhas.

No edifício Novo Quelhas encontram-se auditórios e um terraço.

### Francesinhas 1

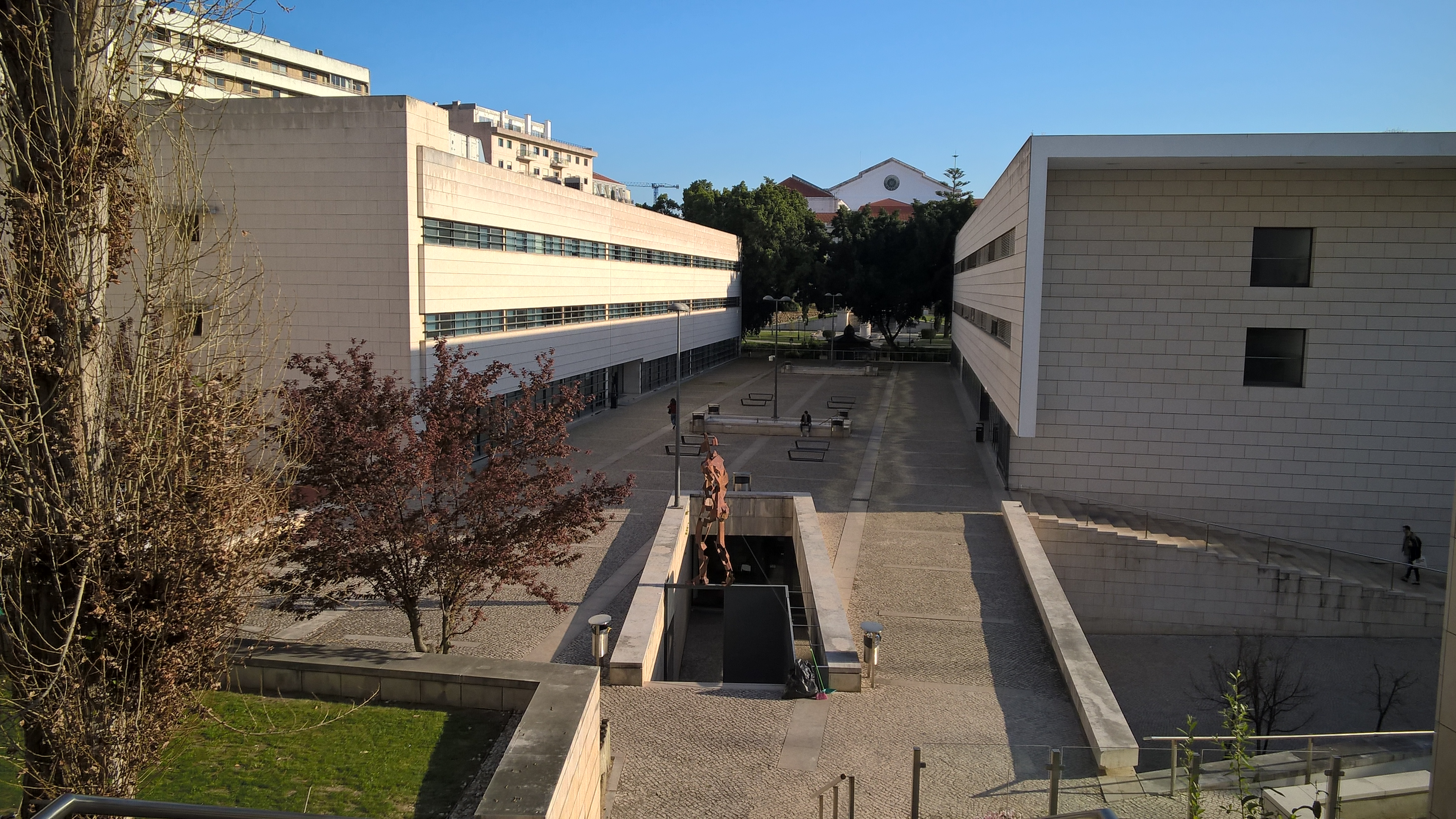
Edifícios Francesinhas 1 (lado esquerdo) e Francesinhas 2 (lado direito).

Inaugurado em 1995, neste edifício estão: a receção, a secretaria das licenciaturas, a secretaria de mestrados e doutoramentos, o gabinete internacional de mobilidade, o Career Office, um bar, vários anfiteatros, salas de aula, de estudo e de reuniões..

### Francesinhas 2
Inaugurado em 2000, este edifício dispõe de: salas de aula, sala de informática, reprografia, secretaria e direção da AEISEG, cantina, um bar e a sala de convívio.

### Biblioteca Francisco Pereira de Moura

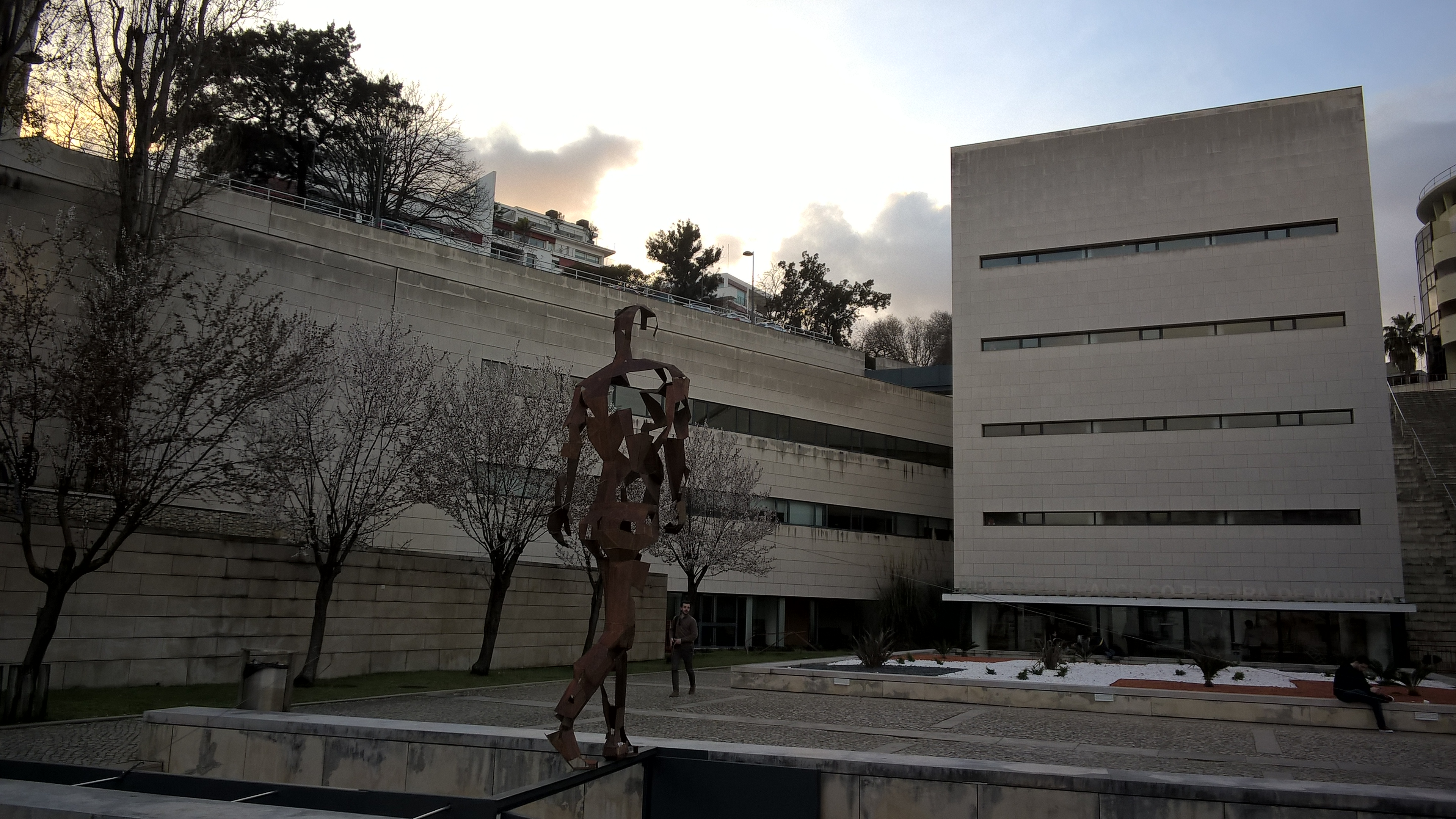
Biblioteca Francisco Pereira de Moura.

Inaugurada em 1998, a biblioteca foi nomeada em homenagem a Francisco Pereira de Moura, antigo professor catedrático do ISEG e responsável pela modernização do ensino de Economia em Portugal.
A Biblioteca Francisco Pereira de Moura alberga o maior acervo bibliográfico de Portugal nas áreas da Economia e Gestão e é biblioteca depositária das publicações do Banco Mundial, sendo considerada a biblioteca universitária mais importante do país nestas áreas. No campus do ISEG está também localizado um laboratório com 28 terminais Bloomberg, o maior da Península Ibérica. Neste edifício encontram-se: revistas científicas e livros, salas de estudo e leitura, centros de informação e documentação, e núcleos de consulta de bases de dados.

### Bento de Jesus Caraça
Adquirido em 1975, o edifício foi nomeado em homenagem a Bento de Jesus Caraça, antigo professor catedrático do ISEG e ativista contra o regime de Salazar. Atualmente, o edifício Bento de Jesus Caraça contém: centro de informática, o Departamento de Economia, o Departamento de Gestão, o Departamento de Ciências Sociais, centros de investigação, o Instituto de Políticas Públicas (IPP), salas de reuniões, gabinetes de docentes e cantina.

## Acreditações e Afiliações
O ISEG é membro de diversas instituições internacionais e detém acreditações de renome nas áreas de Economia, Gestão e Finanças, refletindo a sua participação ativa em redes globais de ensino superior e de desenvolvimento profissional. Abaixo estão listadas as suas principais acreditações e afiliações:
- AACSB - Association to Advance Collegiate Schools of Business Accreditation.[44]
- EQUIS – EFMD Quality Improvement System.[45]
- AMBA – Association of MBAs.[46]
- RICS - Royal Institution of Chartered Surveyors.[47]
- PMI – Project Management Institute.[48]
- Institute and Faculty of Actuaries.[49]
- EFMD - European Foundation for Management Development.[50]
- PRME - Principles for Responsible Management Education.[51]
- GRLI - Globally Responsible Leadership Initiative.[52]
- CFA University Affiliation Program.[53]
- EIASM - European Institute for Advanced Studies in Management.[54]
- ARPM - Advanced Risk and Portfolio Management.[55]
- GARP – Global Association of Risk Professionals.[56]
- CAIA - Chartered Alternative Investment Analyst Association.[57]
- HERMES – Higher Education Network.[58]
- MOC Affiliate Network – Microeconomics of Competition Affiliate Network[59].
- GRACE.[60]
- SDG - Aliança para os Objetivos de Desenvolvimento Sustentável.[61]
- Age-Friendly University Global Network.[62]
- A3ES - Agência de Avaliação e Acreditação do Ensino Superior.[63]

## Rankings Internacionais

### Rankings de Escolas de Negócios

#### Financial Times
O jornal britânico Financial Times publica anualmente o "Financial Times - European Business School Rankings", e segundo a sua metodologia, a classificação final de cada escola resulta da combinação das classificações obtidas em cinco rankings específicos:
- MBA: 25% da classificação final.
- EMBA: 25% da classificação final.
- MiM: 25% da classificação final.
- Executive Education Open Programmes: 12,5% da classificação final.
- Executive Education Custom Programmes: 12,5% da classificação final.

Em 2024, o ISEG ficou classificado em 70.º lugar na Europa e em 5.º em Portugal.

#### Eduniversal
A Eduniversal Evaluation Agency, agência francesa especializada em ranking e rating de instituições de ensino superior a nível global, publica anualmente o "Eduniversal Business schools Ranking". De acordo com a sua metodologia:
- São selecionadas as 1.000 melhores escolas de negócios a nível mundial.
- A seguir, dentro de cada país, as escolas são classificadas em cinco níveis de "Palmes of Excellence" após uma avaliação baseada principalmente em critérios de internacionalização (acreditações, afiliações, rankings, parcerias, etc.).
- Depois das escolas serem inseridas em "Palmes Leagues", estas são avaliadas por presidentes de outras escolas de negócios que fazem parte das 1000 instituições selecionadas anteriormente pela Eduniversal.
- Com base na avaliação anterior, as faculdades são classificadas dentro da sua respetiva "Palme League".
- Este ranking não compara escolas de países diferentes entre si, apenas compara dentro do próprio país.

Em 2024, o ISEG recebeu “4 Palmas de Excelência".

### Rankings por Área Científica

#### Shanghai Ranking
A ShanghaiRanking Consultancy é uma organização dedicada à investigação e consultoria na área do ensino superior sediada na China, sendo considerada uma das três principais entidades de rankings universitários a nível mundial. Publica anualmente vários rankings, dos quais se destacam:
- "Academic Ranking of World Universities" (ARWU)[74]: ranking que avalia e classifica as 1.000 melhores universidades a nível global, e é considerado o mais fiável do mundo[75].
- "Global Ranking of Academic Subjects" (GRAS)[76]: ranking que avalia e classifica as melhores universidades do mundo em 55 áreas científicas.

Segundo a metodologia do "Global Ranking of Academic Subjects (GRAS)", são utilizados inquéritos e dados retirados da Web of Science e InCites para classificar as universidades com base em cinco indicadores:
- World-Class Faculty: Este indicador inclui quatro métricas: professores atualmente empregados que foram laureados com prémios académicos internacionais definidos pelo ShanghaiRanking’s Academic Excellence Survey (Laureate)[82]; investigadores altamente citados (HCR); Chief Editors de revistas académicas internacionais (Editor); e professores que têm posições executivas e de liderança em organizações académicas internacionais definidas pelo ShanghaiRanking’s Academic Excellence Survey (Leadership)[82].
- World-Class Output: Este indicador inclui duas métricas: número de publicações em conferências académicas ou jornais científicos de topo definidos pelo ShanghaiRanking’s Academic Excellence Survey (TJ)[82], e número de prémios notáveis recebidos por autores de uma instituição desde 1991 (Award), conforme definido pelo ShanghaiRanking’s Academic Excellence Survey[82].

- High Quality Research: Número de artigos científicos publicados em jornais de alto impacto (Q1).
- Research Impact: Impacto normalizado de citações.
- International Collaboration: Grau de colaboração internacional.

Em 2024, a Universidade de Lisboa, da qual o ISEG faz parte, foi classificada em:
- "Economics": 100.º - 150.º a nível mundial e 1.º em Portugal[83].
- "Business Administration": 201.º-300.º a nível mundial e 2.º - 3.º em Portugal[84].
- "Management": 151.º - 200.º a nível mundial e 1.º em Portugal[85].

#### Quacquarelli Symonds (QS)
A Quacquarelli Symonds (QS) é uma organização sediada no Reino Unido, especializada em dados e consultoria no ensino superior, sendo também considerada uma das três principais entidades de rankings universitários a nível mundial. 
Publica anualmente o "QS World University Rankings by Subject" que avalia 55 disciplinas em cinco áreas científicas, e segundo a sua metodologia, são utilizados inquéritos e dados retirados da Elsevier Scopus, para classificar a performance das universidades em cinco indicadores:
- Reputação Académica[94].
- Reputação entre Empregadores[95].
- Citações por Artigo Científico[96].
- H-index[97].
- Rede Internacional de Investigação (IRN)[98].

Em 2025, a Universidade de Lisboa foi classificada em:
- "Economics & Econometrics": 301.º - 350.º a nível mundial e 2.º em Portugal[99].
- "Business & Management Studies": 301.º - 350.º a nível mundial e 3.º - 4.º em Portugal[100].
- "Accounting & Finance": 251.º - 300.º a nível mundial e 2.º em Portugal[101].

#### Times Higher Education (THE)
O Times Higher Education (THE) é uma organização sediada no Reino Unido que se dedica à investigação e consultoria na área do ensino superior. É considerada uma das três principais entidades de rankings universitários a nível mundial, e publica anualmente o "THE World University Rankings by Subject", que avalia universidades por área científica.
Segundo a metodologia desse ranking, são utilizados inquéritos e dados retirados da Elsevier Scopus, para classificar a performance das universidades em 18 indicadores distribuídos por cinco categorias:
- Teaching: é determinado pela avaliação da reputação do ensino, rácio de docentes por estudante, rácio de doutoramentos atribuídos por licenciaturas atribuídas, rácio de doutoramentos atribuídos por docente, e rácio de rendimento institucional por docente[108].
- Research Environment: é determinado pela avaliação da reputação da investigação, rácio do rendimento de investigação por docente, e produtividade da investigação[108].
- Research Quality: é determinado pelo impacto das citações, força, excelência e influência da investigação[108].
- International Outlook: é determinado pela proporção de estudantes internacionais, proporção de docentes estrangeiros, e coautoria internacional[108].
- Industry: é determinado pelo rácio do rendimento de investigação financiado pela indústria por docente, e número de patentes que citam a investigação publicada por uma entidade[108].

Em 2025, a Universidade de Lisboa ficou classificada em 301.º - 400.º a nível mundial e em 2.º - 4.º em Portugal na área de “Business & Economics”.

#### U.S. News & World Report
O U.S. News & World Report é uma empresa de media sediada nos Estados Unidos da América, que, entre outras atividades, publica os rankings universitários mais usados por alunos do ensino secundário nos EUA.
Segundo a metodologia do "Best Global Universities Subject Rankings – Economics and Business", são utilizados inquéritos e dados retirados da Clarivate e Web of Science para classificar a performance das universidades na área de "Economics and Business" em 11 indicadores:
- Reputação global da investigação;
- Reputação regional da investigação;
- Publicações;
- Impacto normalizado de citações;
- Citações totais;
- Número de publicações que estão entre as 10% mais citadas;
- Percentagem de publicações que estão entre as 10% mais citadas;
- Colaboração internacional – em relação ao país;
- Colaboração internacional;
- Número de artigos altamente citados que estão entre os 1% mais citados;
- Percentagem de artigos altamente citados que estão entre os 1% mais citados.

Em 2025, a Universidade de Lisboa ficou classificada em 254.º a nível mundial, e em 2.º em Portugal na área de “Economics and Business”.

#### University Ranking by Academic Performance (URAP)
A URAP é uma organização sem fins lucrativos, fundada em 2009 no Instituto de Informática da Middle East Technical University. 
Esta organização publica anualmente o "University Ranking by Academic Performance (URAP) - Field Rankings", e segundo a sua metodologia, são usados dados da Web of Science e InCites para avaliar seis indicadores de performance:
- Artigos Científicos.
- Citações.
- Documentos Totais.
- Impacto Total dos Artigos Científicos.
- Impacto Total das Citações.
- Colaboração Internacional.

Em 2025, a Universidade de Lisboa ficou classificada em:
- "Economics": 202.º a nível mundial e 2.º em Portugal[121].
- "Business": 191.º a nível mundial e 3.º em Portugal[122].

#### National Taiwan University (NTU) Rankings
Os NTU Rankings, inicialmente publicados em 2007, são desenvolvidos pela Universidade Nacional de Taiwan, a principal universidade desse país. 
Os "NTU Rankings by subject" são publicados anualmente, e, segundo a sua metodologia, são retirados dados da Web of Science para avaliar as universidades em oito indicadores:
- Número de artigos científicos publicados nos últimos 11 anos.
- Número de artigos científicos publicados no ano corrente.
- Número de citações recebidas nos últimos 11 anos.
- Número de citações recebidas nos últimos dois anos.
- Número de citações médias recebidas nos últimos 11 anos.
- H-index dos últimos dois anos.
- Número de artigos científicos altamente citados nos últimos 11 anos.
- Número de artigos científicos em jornais de alto impacto nos últimos dois anos.

Em 2024, a Universidade de Lisboa ficou classificada em 203.º a nível mundial e em 2.º em Portugal na área de “Economics & Business”.

#### SCImago Institutions Rankings
O SCImago é um grupo de investigação formado pelo Consejo Superior de Investigaciones Científicas (CSIC) e pelas Universidades de Granada, Extremadura, Carlos III de Madrid e Alcalá de Henares. 
Esta organização publica anualmente o SCImago Institutions Ranking (SIR) e, segundo a sua metodologia, utiliza dados retirados da Scopus, PATSTAT, Google, Semrush, Unpaywall, PlumX Metrics, Mendeley, e Overton para avaliar as universidades em 20 indicadores distribuídos por três fatores:
- Fator de Investigação: 11 indicadores que avaliam a performance, produtividade e qualidade da investigação científica, colaboração internacional e documentos em open access.
- Fator de Inovação: três indicadores que avaliam o número de patentes e a investigação científica citada em patentes.
- Fator de Sociedade: seis indicadores que avaliam o impacto na sociedade medido pela visibilidade na web, documentos relacionados com os objetivos de desenvolvimento sustentável definidos pela ONU, impacto em políticas públicas, e proporção de autoras de artigos científicos do sexo feminino numa instituição.

Em 2025, no setor universitário, a Universidade de Lisboa ficou classificada em:
- "Economics, Econometrics and Finance": 85.º a nível mundial[133] e 1.º em Portugal[134].
- "Business, Management and Accounting": 94.º a nível mundial[135] e 1.º em Portugal[136].

### Rankings de Mestrado e de Educação Executiva

#### Financial Times
O Financial Times também elabora rankings de MBAs, MBAs online, MBAs executivos (EMBA), educação executiva, mestrados em Finanças, e mestrados em Gestão, cada um com metodologias diferentes.
As classificações do ISEG são:
- "Masters in Finance pre-experience - 2025": 27.º a nível mundial e 3.º em Portugal[150].
- "Executive Education Open - 2025": 68.º a nível mundial e 5.º em Portugal[151].
- "Executive Education Custom - 2025": 48.º a nível mundial e 4.º em Portugal[152].

#### Eduniversal
A Eduniversal Evaluation Agency também publica anualmente o "Eduniversal Best Master & MBAs Ranking", que avalia mestrados e MBAs em 56 áreas por regiões geográficas ou a nível global.
Segundo a metodologia destes rankings, são utilizados inquéritos para avaliar 3 indicadores:
- Reputação do programa.
- Salário do 1º emprego.
- Satisfação dos estudantes.

Em 2025, as classificações do ISEG foram:
- "Insurance and Actuarial Sciences": 9.º a nível mundial e 1.º em Portugal[169].
- "Real Estate Management": 31.º a nível mundial e 2.º em Portugal[170].
- "Supply Chain and Logistics": 43.º a nível mundial e 2.º em Portugal[171].
- "Information Systems Management": 14.º na Europa Ocidental e 2.º em Portugal[172].
- "Data analytics": 16.º na Europa Ocidental e 3.º em Portugal[173].
- "Human Resources Management": 22.º na Europa Ocidental e 4.º em Portugal[174].
- "General Management": 23.º na Europa Ocidental e 3.º em Portugal[175].
- "Economics": 24.º na Europa Ocidental e 3.º em Portugal[176].
- "Economics": 48.º na Europa Ocidental e 7.º em Portugal[176].
- "Marketing": 27.º na Europa Ocidental e 4.º em Portugal[177].
- "Financial Markets": 29.º na Europa Ocidental e 2.º em Portugal[178].
- "Entrepreneurship": 29.º na Europa Ocidental e 4.º em Portugal[179].
- "Corporate Finance": 38.º na Europa Ocidental e 5.º em Portugal[180].
- "Accounting": 39.º na Europa Ocidental e 4.º em Portugal[181].
- "Executive MBA": 50.º na Europa Ocidental e 2.º em Portugal[182].

## Parcerias Académicas
O ISEG tem parcerias de intercâmbio com algumas das melhores universidades do mundo nas áreas da Economia e Gestão, das quais se destacam:
- Georg-August-Universität Göttingen - Alemanha.
- Universität Mannheim, Business School – Alemanha.
- University of Cologne, Faculty of Management, Economics and Social Sciences – Alemanha.
- Johann Wolfgang Goethe-Universität, Faculty of Economics and Business Administration - Alemanha.
- Technische Universität München (TUM), School of Management – Alemanha.
- Vienna University of Economics and Business (WU) – Áustria.
- KU Leuven, Faculty of Economics and Business – Bélgica.
- Universidade de São Paulo, Faculdade de Economia, Administração e Contabilidade – Brasil.
- Southwestern University of Finance and Economics, School of Business Administration - China.
- Peking University, Guanghua School of Management - China.
- Shanghai University of Finance and Economics - China.
- The Chinese University of Hong Kong (CUHK), Business School - China.
- Copenhagen Business School – Dinamarca.
- Aalto University, School of Business – Finlândia.
- Montpellier Business School - França.
- EMLyon Business School – França.
- EDHEC Business School – França.
- KEDGE Business School – França.
- Université de Paris-Saclay, Faculté Jean Monnet – França.
- Università di Bologna, School of Economics, Management and Statistics - Itália.
- Politecnico di Milano – Itália.
- Università Bocconi – Itália.
- BI Norwegian Business School - Noruega.
- NHH Norwegian School of Economics - Noruega.
- University of Groningen, Faculty of Economics and Business – Países Baixos.
- VU University Amsterdam, Faculty of Economics and Business Administration – Países Baixos.
- Tilburg University – Países Baixos.
- Erasmus University Rotterdam, Rotterdam School of Management - Países Baixos.
- Maastricht University, School of Business and Economics (SBE) - Países Baixos.
- University of Birmingham – Reino Unido.
- Lund University - Suécia.
- University of Zurich, Faculty of Business, Economics and Informatics - Suíça.
- University of Lausanne, HEC Lausanne - Suíça.

## Investigação

### ISEG Research
O ISEG Research é a unidade de investigação e desenvolvimento do ISEG, e nasceu da fusão do REM – Research in Economics and Management e CSG – Research in Social Sciences and Management.
O REM é um consórcio estabelecido em 2017 e integra dois centros de investigação nas áreas da Economia e Matemática:
- UECE – Unidade de Estudos sobre Complexidade e Economia[186].
- CEMAPRE – Centro de Matemática Aplicada à Previsão e Decisão Económica[187].

O CSG é um consórcio criado em 2013 que reúne quatro centros de investigação especializados em Sociologia Económica, História Económica, Estudos de Desenvolvimento, e Gestão:
- ADVANCE – Centro de Investigação Avançada em Gestão do ISEG[189].
- CEsA – Centro de Estudos sobre África e Desenvolvimento[190].
- GHES – Gabinete de História Económica e Social[191].
- SOCIUS – Centro de Investigação em Sociologia Económica e das Organizações[192].

O ISEG Research tem quatro laboratórios:
- Data Lab[193].
- Futures Lab[194].
- Policy Lab[195].
- XLAB[196][197].

O ISEG Research é constituído por 10 grupos de investigação:
- Ciência dos Dados, Tecnologias e Inovação.
- Estudos de Desenvolvimento e Transições Sustentáveis.
- Econometria e Estatística.
- Sociologia Económica, Organizações e Trabalho.
- Finanças e Contabilidade.
- História e Futuros da Economia.
- Macroeconomia.
- Métodos e Modelos Matemáticos.
- Microeconomia.
- Estratégia e Marketing.

O ISEG Research foi distinguido com a classificação de "Excelente" na avaliação das Unidades de Investigação e Desenvolvimento (I&D) de 2023/2024 promovida pela Fundação para a Ciência e a Tecnologia (FCT). Esta avaliação teve em conta as atividades científicas e tecnológicas desenvolvidas entre 1 de janeiro de 2018 e 31 de dezembro de 2023, bem como os objetivos, a estratégia, o plano de atividades e organização propostos para o período de 2025 a 2029. A avaliação do ISEG Research esteve a cargo do painel de "Economics and Management" que atribuiu a classificação máxima às unidades de I&D de apenas três instituições: ISEG, NOVA SBE e Católica Lisbon School of Business & Economics.
A Universidade de Stanford, em conjunto com Elsevier, publica anualmente o ranking "Top 2% Scientists", que divulga, com base em dados da Scopus, a lista dos cientistas que estão entre os melhores 2% em 22 áreas científicas e 174 subáreas. Em 2024, seis investigadores do ISEG integraram esta lista.

### Unidades de Prestação de Serviços
O ISEG tem também três unidades de prestação de serviços:
- CEGE – Centro de Estudos de Gestão[205].
- CISEP – Centro de Investigação sobre Economia Portuguesa[206].
- CIRIUS – Centro de Investigações Regionais e Urbanas[207].

Estas unidades realizam projetos de investigação, seminários e conferências, promovem ações de formação avançada e prestam serviços de consultoria a entidades públicas e privadas.

### Instituto de Políticas Públicas (IPP)
O Institute of Public Policy – Lisbon (IPP) é um think tank académico, apartidário e independente, cujo objetivo é melhorar o debate e análise de políticas públicas em Portugal e na Europa através da produção e partilha de investigação relevante. O IPP é constituído por membros de várias universidades e instituições, e centra o seu trabalho em quatro áreas:
- Alterações climáticas e transição digital.
- Finanças públicas e boa governação.
- Democracia e transparência.
- Políticas sociais.

O IPP tem o ISEG como parceiro de projeto e está sediado num dos edifícios desta faculdade.

### Conferências Académicas
O ISEG, em colaboração com os seus centros de investigação, é responsável pela criação e organização de conferências académicas internacionais nas áreas de Economia, Gestão e Finanças, incluindo:
- UECE Conference on Economic and Financial Adjustments (EFA)[214][215].
- The Lisbon Meetings in Game Theory and Applications[216][217].
- LESE - Lisbon Economics and Statistics of Education Conference[218].
- Encontro Anual do European Journal of Management Studies (EJMS)[219][220].
- Conferência Internacional em Gestão de Recursos Humanos[221][222].

Além disso, o ISEG acolhe regularmente conferências nacionais e internacionais, reforçando a sua ligação à comunidade científica global e promovendo o debate sobre temas atuais nas áreas da Economia, Gestão e Finanças. Nos últimos anos, destacaram-se:
- Conferência EAJ’24 (European Actuarial Journal Conference 2024)[224][225].
- EMAC (European Marketing Academy) Regional Conference 2024[226].
- European Financial Management Association (EFMA) 2024 Annual Meeting[227][228].
- CEPR Public Economics Annual Symposium 2024[229][230].
- 49ª Conferência Anual da European International Business Academy (EIBA)[231][232].
- EADI CEsA Lisbon Conference 2023: Towards New Rhythms of Development[233][234][235].
- Iberometrics 2023[236][237].
- 13ª Conferência Internacional New Directions in Management Accounting[238][239].
- INFER 2021, 23rd Annual Conference[240][241].

## Publicações
O ISEG destaca-se como líder nacional na produção científica em Economia e Gestão, com a gestão de duas revistas científicas internacionais, uma publicação mensal e quatro publicações anuais.

### Portuguese Economic Journal
O Portuguese Economic Journal (PEJ) é uma revista científica internacional, peer-reviewed, de caráter generalista, que publica artigos científicos em qualquer área das ciências económicas. A publicação é feita pela Springer Nature, e está no top 25% das revistas com maior fator de impacto na área de Economia na base de dados bibliográfica Web of Science.
Criado em 2002, a referência geográfica no nome do jornal indica apenas que o PEJ foi fundado por académicos portugueses, sendo que, no processo de admissão, não são favorecidos tópicos ou autores ligados a Portugal. As estatísticas de publicação são as seguintes: 60% dos artigos são de autoria de académicos sem relação com Portugal; 20% dos autores pertencem a instituições portuguesas; 10% dos autores são portugueses na diáspora; 5% dos autores e 8% dos artigos publicados estão ligados ao ISEG.

### European Journal of Management Studies
O European Journal of Management Studies (EJMS) é uma revista científica internacional, peer-reviewed, em formato open-access e de caráter generalista, que publica artigos científicos em todas as áreas da Gestão. A publicação é feita pela Emerald Publishing e está incluída no indexador científico Scopus. 
A revista tem origem em 1993, quando foi criada com o nome "Estudos de Gestão". Em 2005, passou a chamar-se Portuguese Journal of Management Studies e, em 2015, foi relançada com o nome atual European Journal of Management Studies.

### Barómetro da Conjuntura Económica CIP/ISEG
O "Barómetro da Conjuntura Económica CIP/ISEG" é um relatório elaborado mensalmente por membros do Centro de Investigação Sobre a Economia Portuguesa (CISEP) do ISEG, com o apoio da Confederação Empresarial de Portugal (CIP). O seu objetivo é avaliar a evolução da conjuntura económica de Portugal através da publicação de uma síntese de conjuntura, de um índice de confiança económica e de uma síntese estatística da economia.

### Observatório Género, Trabalho e Poder
O "Observatório Género, Trabalho e Poder" foi criado no âmbito do Policy Lab do ISEG Research com o objetivo de impulsionar a investigação e disponibilização regular de informação sobre estes temas. A sua missão é promover a participação plena e igualitária de mulheres e homens na esfera pública e privada, incentivar a realização integral da cidadania, e contribuir para o avanço da justiça social e desenvolvimento sustentável da sociedade portuguesa.
O Observatório disponibilizará anualmente as seguintes publicações:
- Barómetro do Equilíbrio de Mulheres e Homens nos Órgãos de Gestão (WoBómetro).
- Barómetro do Diferencial Remuneratório entre Homens e Mulheres (Gender Pay Gap)[252].
- Barómetro da Participação Laboral de Mulheres e Homens[253].
- Barómetro da Participação de Mulheres e Homens no Trabalho de Cuidado.

## Vida estudantil

### Associações e Clubes de Estudantes
O ISEG oferece diversos clubes e associações, proporcionando aos estudantes a oportunidade de explorar interesses e desenvolver competências. Entre eles, incluem-se:
- AEISEG - Associação de Estudantes do ISEG[254].
- AIESEC[255].
- ISEG Junior Business Consulting[256].
- LIS - Lisbon Investment Society[257].
- Tuna Económicas[258][259].
- ISEG Business Club[260].
- MAIS[261][262].
- SDUL - Sociedade de Debates da Universidade de Lisboa[263][264].
- ISEG Junior Talent Recruitment[265].
- ISEG YES - Young Economics Society[266][267].
- ISEG GAMA - Grupo de Alunos de Matemática Aplicada[268].
- ISEG Actuarial Science Club[269].
- ISEG Thirst Project[270].
- YAP ISEG - Youth Association for Politics at ISEG[271].
- ISEG Luxury Society[272].
- Future Founders[273].
- MOVE - Marketing Optimization for Value and Empowerment[274].
- Núcleo de Estudantes Liberais do ISEG[275].
- Núcleo de Estudantes Socialistas do ISEG.[276]
- Núcleo de Estudantes Católicos do ISEG[277].
- Missão País ISEG[278].

### Atividades
O ISEG organiza uma vasta gama de atividades e eventos ao longo do ano, proporcionando aos estudantes e à comunidade académica oportunidades de enriquecimento cultural e intelectual. Entre os tipos de eventos mais marcantes, destacam-se:
- Concertos e exposições de arte[279];
- Lançamentos e apresentações de livros[280];
- Cursos e workshops[281];
- Eventos de carreira[282];
- Palestras, debates e apresentações[283];
- Seminários e conferências[223].

## Serviços e Parceiros de Carreira

### Serviços de Carreira
O ISEG Career Services  oferece apoio aos estudantes e alumni no desenvolvimento das suas carreiras profissionais através de vários serviços e eventos, dos quais se destacam:
- Orientação de carreira;
- Feedback do CV e cartas de motivação;
- Feedback do perfil de LinkedIn;
- Preparação para entrevistas;
- Aconselhamento de carreira para antigos alunos;
- Acesso a plataformas de emprego como o ISEG Career Hub, GoinGlobal, Highered e Talent Portugal;
- Eventos de recrutamento no campus, como o ISEG Career Forum[285], eventos de networking, speed interviews, career talks, case competitions e workshops;
- Eventos de recrutamento fora do campus, como open days, job shadowing, career days, e business breakfasts, lunches e cocktails.

Em 2025, o Financial Times classificou os serviços de carreira do ISEG em 32.º lugar a nível mundial e em 2.º em Portugal no ranking "Masters in Finance pre-experience 2025".

### Parceiros de Carreira
Os ISEG Career Partners são empresas interessadas em recrutar alunos do ISEG e que, em parceria com o ISEG Career Services, promovem a empregabilidade dos estudantes através de eventos de carreira, intervenção em unidades curriculares e projetos de desenvolvimento de competências. Estas empresas adquirem o estatuto de ISEG Career Partners ao assinarem contratos de parceria com a escola.
Atualmente, os parceiros incluem: Ae Economics, Caixa Geral de Depósitos, Deloitte, EY, Jerónimo Martins, KPMG, PwC, Santander, World Surf League, BNP Paribas, Essity, Grupo Ageas Portugal, Neyond, Cofidis, Airbus, BDO Portugal, Fidelidade, Forvis Mazars, GALP, L’Oréal, Mercer Portugal, NTT Data Portugal, Oniverse, Philip Morris, Prime Group, Vodafone, Worten, Brisa, Kaisen Gaming.

## Fundação Económicas
A "Fundação Económicas", criada em 1997, tem como objetivos:
- Aproximar o ISEG à sociedade civil, especialmente ao setor empresarial;
- Realizar, promover e patrocinar ações de investigação científica, inovação e desenvolvimento de estudos nas áreas de Economia, Finanças e Gestão, de forma independente ou com parceiros nacionais e internacionais;
- Contribuir para o desenvolvimento académico e científico do ISEG.

Para alcançar estes objetivos, a fundação desenvolve várias atividades, tais como:
- Apoiar e divulgar projetos e resultados de investigação científica, como por exemplo, através da publicação de livros da “Coleção Económicas”[290].
- Reconhecer estudantes, investigadores e gestores com bolsas e prémios;
- Angariar fundos para apoiar a investigação científica e ensino em Economia, Finanças e Gestão;
- Facilitar o intercâmbio de informações, estudos, experiências e recursos humanos entre instituições de ensino, investigação e o setor empresarial;
- Organizar eventos públicos sobre temas de relevância económica e empresarial;
- Financiar atividades de instituições públicas que se dediquem ao ensino e à investigação científica;
- Fomentar a ligação entre a investigação e a prática empresarial, promovendo também a cooperação com países de língua oficial portuguesa e, caso necessário, participar no capital social ou património de entidades com esses objetivos.

## Rede de Alumni
A "Alumni Económicas - Associação dos Antigos Alunos do ISEG" foi criada em 1991 e é a maior associação de ex-alunos de Economia e Gestão de Portugal. 
A Alumni Económicas tem como objetivos:
- Desenvolver e reforçar as relações de solidariedade entre antigos alunos e o ISEG e instituições associadas;
- Contribuir para o prestígio e desenvolvimento do ISEG como referência no ensino e investigação em Economia, Gestão e Finanças;
- Colaborar com o ISEG, promovendo a relação dos antigos alunos com a escola, incentivando a análise conjunta de desafios e a procura de soluções, incluindo o apoio financeiro a atividades e projetos relevantes e promovendo a sua interação com o meio económico e social;
- Promover a formação contínua dos antigos alunos, incentivando a sua participação em eventos, seminários e cursos organizados pelo ISEG;
- Dinamizar a organização de encontros periódicos de antigos alunos de cada curso;
- Realizar periodicamente um diretório com os dados pessoais e profissionais dos antigos alunos.

Em 2025, o Financial Times classificou a rede de alumni do ISEG em 31.º lugar a nível mundial e em 2.º em Portugal no ranking "Masters in Finance pre-experience 2025".

## Alumni Notáveis

### Setor Privado e Empresarial
- Ana Figueiredo: CEO (2022-presente) e Presidente do Conselho de Administração (2023-presente) da Altice Portugal.[293][294][295]
- Ana Gama: CFO da Sport TV (2024-presente), CFO da Nextbitt Sustainable Asset Management (2022-2024), Diretora Financeira da Claranet Portugal (2022).[296][297]
- Ana Luísa Virgínia: CFO do Grupo Jerónimo Martins (2019-presente).[298][299]
- Ana Torres: Líder do Cluster de Doenças Raras na Europa Ocidental na Pfizer R&D (2016-2022), Presidente da Professional Women’s Network Lisbon (PWN Lisbon) (2016-2022), Country Manager em Portugal e Global Innovative Pharma Head na Pfizer (2014-2016).[300][301][302][303]
- André Cabral: Country Manager da Philips Portugal (2021-presente).[304]
- André Louraço: Managing Director em Portugal da KINESSO (2023-presente).[305][306]
- André Mendes: Country Manager da ViiV Healthcare Portugal (2023-presente).[307][308][309]
- António Borges: Ex-Presidente do Instituto Europeu de Corporate Governance, Diretor do Departamento Europeu do Fundo Monetário Internacional (2010-2011), ex-Presidente do Conselho de Administração do Hedge Funds Standards Board, Presidente do Conselho de Administração do Goldman Sachs International (2000-2008), Diretor do INSEAD (1993-2000), Vice-Governador do Banco de Portugal (1990-1993).[310][311]
- António dos Santos Domingos: Presidente do Conselho de Administração da TAAG - Linhas Aéreas de Angola (2023-presente).[312][313]
- António Guerreiro: Fundador e Presidente do Conselho Estratégico do Banco Finantia.[314][315][316]
- António Oliveira Martins: Country Managing Director da Ayvens.[317][318]
- António Serrano: CEO da Jerónimo Martins Agroalimentar (2019-presente), Ministro da Agricultura, do Desenvolvimento Rural e das Pescas (XVIII Governo Constitucional).[319][320][321]
- Carlos Alberto Cruz: Presidente do Conselho de Administração da Deloitte Portugal.[322][323]
- Carlos Fontelas De Carvalho: Presidente da ADP França e Europa Central (2024-presente), Presidente da ADP França, Suíça e Suécia (2016-2024).[324]
- Carlos Rodrigues: Fundador e Presidente do Conselho de Administração do BiG - Banco de Investimento Global.[325][326]
- Carla S. Nunes: Global Leader do grupo de Valuation Digital Solutions (VDS) no Kroll (2020-presente) e Managing Director no Office of Professional Practice (OPP) do Kroll sediado no escritório de Filadélfia (2016-presente).[327][328][329]
- Carolina Afonso: Diretora Global para Transformação e Inovação no Grupo Jerónimo Martins (2025-presente), CEO do Gato Preto (2022-2025).[330][331]
- Daniel Amaral: CFO da Brisa (2020-presente) e Partner na Arcus Infrastructure Partners LLP (2009-presente).[332][333]
- Frederico Lemos: Chief Commercial Officer da Embraer (2023-presente), Presidente Executivo da EID S.A. (2020-2023), General Manager da Embraer nos Emirados Árabes Unidos (2020-2021).[334][335]
- Gilberto Jordan: CEO do Grupo Andre Jordan.[336][337]
- Helder Boavida: Presidente do Conselho Estratégico da BMcar (2022-presente), CEO do BMW Group Northern Europe AB (2019-2022), CEO do BMW Group Brasil (2016-2019), CEO do BMW Group México (2014-2016), CEO do BMW Group Portugal (2008-2014).[338][339]
- Hugo Preto: Managing Director nas áreas de Utilities e Oil & Gas na Accenture Portugal (2017-2021).[340][341][342]
- Inês Veloso: Global Head of Content & Organic Performance na Randstad (2022-presente).[343][344]
- Isabel Mota: Presidente do Conselho de Administração da Fundação Calouste Gulbenkian (2017-2022), Secretária de Estado do Planeamento e Desenvolvimento regional (XI e XII Governos Constitucionais).[319][345]
- João Domingos: Vice-Presidente para Europa Ocidental da Fujitsu (2019-presente).[346]
- João Manso Neto: CEO da GreenVolt (2021-presente), CEO da EDP Renováveis (2012-2021).[347][348][349]
- João Marques da Cruz: CEO da EDP Brasil (2021-2025).[350][351][352]
- João Pedro Borges: CEO do Crédito Agrícola Seguros (2013-presente).[353][354]
- João Pedro Lopes: CEO da SP Televisão (2007-presente).[355][356]
- Jorge Coelho: Vice-Presidente do Conselho de Administração do Grupo Mota-Engil (2013-2021), CEO do Grupo Mota-Engil (2008-2013), Ministro de Estado e do Equipamento Social (XIV Governo Constitucional), Ministro da Presidência e do Equipamento Social (XIV Governo Constitucional), Ministro de Estado (XIV Governo Constitucional), Ministro da Administração Interna (XIII Governo Constitucional), Ministro Adjunto (XIII Governo Constitucional).[319][357][358]
- José Azevedo Pereira: CEO do banco EuroBic (2020-2024).[359][360][361]
- José Carlos Lourenço: CEO do Grupo Media9Par (2023-presente).[362][363]
- Luís Nazaré: Presidente do Conselho Estratégico do CTT, Professor Universitário no ISEG, Presidente do Conselho de Administração dos CTT (2005-2008), Presidente do Conselho de Administração da ANACOM - Autoridade Nacional de Comunicações (1993-1995).[364]
- Luís Palha da Silva: CEO do Grupo Jerónimo Martins (2004-2010), Secretário de Estado da Distribuição e Concorrência (XII Governo Constitucional), Secretário de Estado do Comércio (XII Governo Constitucional).[319][365][366]
- Madalena Cascais Tomé: CEO da SIBS (2015-presente).[367][368]
- Manuel Dias: National Technology Officer da Microsoft Portugal (2020-presente).[369][370][371]
- Manuel Ferreira Teixeira: Presidente do Conselho de Administração do Banco Montepio (2022-presente), Secretário de Estado Adjunto do Ministro da Saúde (XX Governo Constitucional), Secretário de Estado da Saúde (XIX Governo Constitucional), Secretário de Estado do Orçamento (XVI Governo Constitucional).[372][373][374]
- Manuel Macedo: COO da KEENFOLKS (2024-presente), Presidente e CEO da Honeywell na América Latina (2019-2023).[375][376][377]
- Miguel Cardoso Pinto: Líder da EY-Parthenon Portugal.[378][379]
- Mónica Brogueira: CEO do Gato Preto (2025-presente).[380]
- Nicolau Santos: Presidente do Conselho de Administração da RTP (2021-presente).[381][382][383]
- Nuno Carvalho: Fundador e CEO da Padaria Portuguesa (2010-presente).[384]
- Nuno Fórneas: CIO/COO e Membro Executivo do Conselho de Administração no Banco CTT (2019-presente).[385][386][387]
- Nuno Leal: Co-CEO do Doutor Finanças.[388][389]
- Paulo Macedo: CEO e Vice-Presidente do Conselho de Administração da CGD – Caixa Geral de Depósitos (2017-presente), CEO do Millennium BCP (2015-2016, 2007-2008), Ministro da Saúde (XIX Governo Constitucional).[390][391][392]
- Paulo Velho Cabral: Cofundador (2010) e CFO do Doutor Finanças (2023-presente).[393][394]
- Paula Francisca Fernandes: Managing Director na área de Tecnologia na Accenture Portugal (2023-presente).[395][396][397]
- Pedro Castro e Almeida: CEO do Banco Santander Europa (2023-presente), CEO do Banco Santander Portugal (2019-presente).[398][399]
- Pedro Leitão: CEO do Banco Montepio (2020-presente).[400]
- Pedro Malato Branco: Diretor-geral da Babel Portugal (2024-presente).[401][402]
- Rui Cartaxo: Presidente do Conselho de Administração do Novo Banco (2017), Presidente do Conselho de Administração e CEO da REN (2009-2014), CFO da REN (2007-2009), Presidente do Conselho de Administração e CEO da GALP Power (1998-2002).[403][404][405]
- Rui Pedro Almeida: CEO da Moneris.[406][407]
- Sandra Vera-Cruz: Managing Director da Mondelez Portugal (2021-presente), General Manager da Coca-Cola Portugal (2020-2021).[408][409]
- Sérgio Monte Lee: Membro executivo do Conselho de Administração e Operate Business Leader na Deloitte Continental Europe (2021-presente).[410][411][412]
- Sérgio Soares: CEO da Transdev Portugal & Espanha (2021-presente).[413]
- Sofia Correia de Barros: Managing Director na DIAVERUM Portugal (2020-presente).[414][415][416]
- Sofia Marta: Country Manager da Google Cloud Portugal (2023-presente).[417]
- Teresa Brantuas: CEO da Allianz Portugal (2017-presente).[418][419]
- Tiago do Couto Venâncio: CEO da Aegon Santander (2015-presente).[420]
- Tiago Minchin: Country Manager da Avanade Portugal (2019-presente).[421][422]
- Vanda de Jesus: Co-CEO do Doutor Finanças (2025-presente), Managing Director e Portugal Country Head na iCapital (2022-2025).[423][424][425][388]
- Vasco Mendes de Almeida: CEO do Indra Group em Portugal (2024-presente).[426]
- Vítor Bento: CEO e Presidente do Conselho de Administração da Associação Portuguesa de Bancos (2021-presente), Presidente do Conselho de Administração da SIBS (2015-2021), Presidente do Conselho de Administração da European Card Payments Association (2015-2020), CEO do NOVO Banco (2014), CEO da SIBS (2000-2014), Diretor não Executivo da Visa Europe (2005-2007), CEO da Unicre (2000-2006).[427][428][429]
- Vitor Figueiredo: CEO da Zolve e Logifrio em Portugal e Espanha (2020-presente).[430][431][432]
- Virgílio Lima: Presidente do Conselho de Administração do Lusitânia Seguros (2022-presente), Presidente da Comissão Executiva da Associação Mutualista - Montepio Geral (2019-presente).[433][434][435]

### Política e Setor Público

#### Governadores do Banco de Portugal
Dos dezasseis governadores que o Banco de Portugal já teve, seis são alumni do ISEG, incluindo cinco dos nove governadores nomeados desde o início da Terceira República Portuguesa:
- Mário Centeno: Governador do Banco de Portugal (2020-2025), Presidente do Eurogrupo (2018-2020), Presidente do Conselho de Governadores do Banco Europeu de Investimento (2017-2018), Ministro de Estado e das Finanças (XXII Governo Constitucional), Ministro das Finanças (XXI Governo Constitucional), professor universitário.[437]
- Vítor Constâncio: Vice-Presidente do Banco Central Europeu (2010-2018), Governador do Banco de Portugal (2000-2010, 1985-1986), Secretário-Geral do Partido Socialista (1986-1989), Ministro das Finanças e do Plano (II Governo Constitucional), Deputado (1987-1988, 1980-1981, 1976-1978), Secretário de Estado do Orçamento e do Plano (VI Governo Provisório), Secretário de Estado do Planeamento (I e II Governos Provisórios).[319][438][439]
- Miguel Beleza: Governador do Banco de Portugal (1992-1994), Ministro das Finanças (XI Governo Constitucional).
- Manuel Jacinto Nunes: Governador do Banco de Portugal (1980-1985, 1974-1975, interino entre 1963-1966), CEO e Presidente do Conselho de Administração da CGD - Caixa Geral de Depósitos (1976-1980), Ministro das Finanças e Plano (IV Governo Constitucional), Vice Primeiro-Ministro de Assuntos Económicos e Integração Europeia (IV Governo Constitucional), Vice-Governador do Banco de Portugal (1960-1974).[319][440][441]
- José da Silva Lopes: Presidente do Conselho de Administração do Montepio Geral (entre 2004 e 2008), Presidente do Conselho Económico e Social (1996-2003), Deputado à Assembleia da República (1985-1989), Governador do Banco de Portugal (1975-1980), Ministro das Finanças e do Plano (III Governo Constitucional), Ministro do Comércio Externo (IV Governo Provisório), Ministro das Finanças (II e III Governos Provisórios), Secretário de Estado das Finanças (I Governo Provisório).[319][442]
- António Pinto Barbosa: Governador do Banco de Portugal (1966-1974).[443]

#### Primeiros-ministros e Presidentes da República Portuguesa
- Aníbal Cavaco Silva: 19.º Presidente da República Portuguesa (2006-2016), Primeiro-Ministro (X, XI e XII Governos Constitucionais), Ministro das Finanças e Plano (VI Governo Constitucional).[319][444]

#### Ministros das Finanças de Portugal
Dos 28 Ministros das Finanças da Terceira República Portuguesa, 15 são alumni do ISEG:
- Joaquim Miranda Sarmento: Ministro de Estado e das Finanças (XXIV e XXV Governos Constitucionais), Deputado à Assembleia da República (2022-2024).[445][446]
- Fernando Medina: Ministro das Finanças (XXIII Governo Constitucional), Presidente da Câmara Municipal de Lisboa (2015-2021), Secretário de Estado da Indústria e Desenvolvimento (XVIII Governo Constitucional) Secretário de Estado do Emprego e da Formação Profissional (XVII Governo Constitucional).[319][447]
- Maria Luís Albuquerque: Comissária Europeia dos Serviços Financeiros (2024-presente), Ministra de Estado e das Finanças (XX Governo Constitucional), Ministra de Estado e das Finanças e da Administração Pública (XIX Governo Constitucional), Secretária de Estado do Tesouro (XIX Governo Constitucional), Secretária de Estado do Tesouro e Finanças (XIX Governo Constitucional).[319][448]
- António Bagão Félix: Vice-governador do Banco de Portugal (1992-1994), Ministro das Finanças e da Administração Pública (XVI Governo Constitucional), Ministro da Segurança Social e do Trabalho (XV Governo Constitucional), Secretário de Estado do Emprego e Formação Profissional (XI Governo Constitucional), Secretário de Estado da Segurança Social (VI, VII e VIII Governo Constitucional).[319][449]
- Manuela Ferreira Leite: Primeira mulher a liderar um partido político, o PSD (2008-2010), Ministra de Estado e das Finanças (XV Governo Constitucional), Ministra da Educação (XII Governo Constitucional), Secretária de Estado Adjunta do Orçamento (XII Governo Constitucional), Secretária de Estado do Orçamento (XI Governo Constitucional).[319][450][451]
- Joaquim Pina de Moura: Ex-presidente da Iberdrola Portugal, deputado à Assembleia da República (1995-2007), Ministro das Finanças (XIV Governo Constitucional), Ministro da Economia (XIII e XIV Governos Constitucionais), Secretário de Estado Adjunto do Primeiro-Ministro (XIII Governo Constitucional).[319][452][453]
- Eduardo Catroga: Ministro das Finanças (XII Governo Constitucional).[319][454][455]
- Ernâni Lopes: Ministro das Finanças e do Plano (IX Governo Constitucional), Embaixador de Portugal na República Federal da Alemanha (1975-1979), Presidente do Conselho de Administração da Portugal Telecom.
- João Salgueiro: Ministro de Estado e das Finanças e do Plano (VIII Governo Constitucional), Vice-Governador do Banco de Portugal (1974-1975).[319][456]

#### Outros Ministros de Portugal
- António Leitão Amaro: Ministro da Presidência e do Conselho de Ministros (XXIV e XXV Governos Constitucionais), Deputado à Assembleia da República pelo PSD (2009-2019).[457][458][459]
- Pedro Duarte: Ministro dos Assuntos Parlamentares (XXIV Governo Constitucional), Secretário de Estado da Juventude (XVI Governo Constitucional).[319][460][461]
- Pedro Nuno Santos: Secretário-geral do Partido Socialista (2023-2025), Ministro das Infraestruturas e Habitação (XXI, XXII e XXIII Governos Constitucionais), Secretário de Estado dos Assuntos Parlamentares (XXI Governo Constitucional).[319][462][463]
- Duarte Cordeiro: Ministro do Ambiente e Ação Climática (XXIII Governo Constitucional), Secretário de Estado Adjunto e dos Assuntos Parlamentares (XXI e XXII Governos Constitucionais).[319][464]
- Nelson de Souza: Ministro do Planeamento (XXI e XXII Governo Constitucional), Secretário de Estado do Desenvolvimento e Coesão (XXI Governo Constitucional), Secretário de Estado das Pequenas e Médias Empresas, do Comércio e dos Serviços (XIV Governo Constitucional). [319][465][466]
- Pedro Marques: Vice-presidente do Grupo da Aliança Progressista dos Socialistas e Democratas (2021-2024), Deputado ao Parlamento Europeu pelo Partido Socialista (2019-2024), Ministro do Planeamento e das Infraestruturas (XXI Governo Constitucional), Secretário de Estado da Segurança Social (XVII e XVIII Governo Constitucional).[319][467][468]
- José Vieira da Silva: Ministro do Trabalho, Solidariedade e Segurança Social (XXI Governo Constitucional), Ministro da Economia, da Inovação e do Desenvolvimento (XVIII Governo Constitucional), Ministro do Trabalho e da Solidariedade Social (XVII Governo Constitucional), Secretário de Estado da Segurança Social (XIV Governo Constitucional), Secretário de Estado Adjunto e das Obras Públicas (XIV Governo Constitucional).[319][469][470]
- Nuno Crato: Ministro da Educação e Ciência (XIX Governo Constitucional) e professor universitário.[319][471][472]
- António Mendonça: Ministro das Obras Públicas, Transportes e Comunicações (XVIII Governo Constitucional), Professor Universitário e Presidente do ISEG (2007-2009, 1999-2002).[319][473][474]
- Luís Amado: Ministro de Estado e Ministro dos Negócios Estrangeiros (XVII e XVIII Governos Constitucionais), Ministro da Defesa Nacional (XVII Governo Constitucional), Secretário de Estado dos Negócios Estrangeiros e da Cooperação (XIII e XIV Governos Constitucionais), Secretário de Estado Adjunto do Ministro da Administração Interna (XIII Governo Constitucional), Deputado à Assembleia da República (2005-2009, 1991-1999).[319][475][476]
- Manuel Pinho: Ministro da Economia e da Inovação (XVII Governo Constitucional).[319][477]
- Jaime Silva: Ministro da Agricultura e Pescas (XVII Governo Constitucional).[319][478]
- Luís da Conceição Pereira: Presidente da Comissão Executiva do Grupo EFACEC (2007-2010), Presidente da Comissão Executiva da CUF (2005-2006), Vice-Presidente da EDP (1991-1995), Diretor Financeiro da Sovena, Ministro da Saúde (XV e XVI Governo Constitucional), Secretário de Estado da Energia (XII Governo Constitucional), Secretário de Estado da Segurança Social (X Governo Constitucional).[319][479][480]
- José David Justino: Ministro da Educação (XV Governo Constitucional).[319][481][482]
- Amílcar Theias: Ministro das Cidades, Ordenamento do Território e Ambiente (XV Governo Constitucional).[319][483]
- Mário Cristina de Sousa: Ex-Presidente da EDP, Ministro da Economia (XIV Governo Constitucional), Secretário de Estado do Planeamento (IX Governo Constitucional).[319][484]
- Manuela Arcanjo: Professora Universitária, Ministra da Saúde (XIV Governo Constitucional), Secretária de Estado do Orçamento (XIII Governo Constitucional).[319][485][486]
- Eduardo Ferro Rodrigues: Ministro do Equipamento Social (XIV Governo Constitucional), Ministro do Trabalho e Solidariedade (XIII e XIV Governo Constitucional), Ministro da Solidariedade e Segurança Social (XIII Governo Constitucional).[319][487][488]
- Francisco Murteira Nabo: Ex-membro do conselho consultivo do INSEAD, Presidente da Portugal Telecom (1996-2003), Ministro do Equipamento Social (XIII Governo Constitucional), Secretário de Estado dos Transportes (IX Governo Constitucional).[319][489][490]
- Daniel Bessa: Presidente da Porto Business School (2000-2009), Ministro da Economia (XIII Governo Constitucional).[319][491][492]
- Augusto Mateus: Ministro da Economia (XIII Governo Constitucional), Secretário de Estado da Indústria (XIII Governo Constitucional).[319][493][494]
- José Silveira Godinho: Ministro da Administração Interna (XI Governo Constitucional). Secretário de Estado da Defesa Nacional (X Governo Constitucional), Secretário de Estado das Finanças (VII Governo Constitucional), Secretário de Estado Adjunto do Ministro das Finanças e Plano (VI Governo Constitucional).[319][495]
- Fernando Santos Martins: Ministro da Indústria e Comércio (X Governo Constitucional), Ministro da Indústria e Tecnologia (III Governo Constitucional), Secretário de Estado da Indústria Ligeira e Pesada (I Governo Constitucional).[319][496]
- Luís Barbosa: Ministro dos Assuntos Sociais (VIII Governo Constitucional), Ministro da Habitação e Obras Públicas (VII Governo Constitucional).[319][497][498]
- Alexandre Vaz Pinto: Ministro do Comércio e Turismo (VII Governo Constitucional).[319][499]
- Adérito Sedas Nunes: Ministro da Coordenação Cultural e Ministro da Cultura e Ciência (V Governo Constitucional).[319][500]
- Abel Repolho Correia: Ministro do Comércio e Turismo (IV Governo Constitucional), Secretário de Estado da Energia e Indústrias de Base (III Governo Constitucional).[319][501]
- António Seixas da Costa Leal: Presidente do Banco Montepio Geral (entre 1988 e 2003), Vice-Governador do Banco de Portugal, Ministro do Trabalho (III Governo Constitucional), Secretário de Estado do Orçamento (II, III e IV Governos Provisórios).[319][501]
- Mário Murteira: Ex-Presidente do ISCTE Business School, Vice-Governador do Banco de Portugal (1975), Ministro do Planeamento e Coordenação Económica (IV e V Governos Provisórios), Ministro dos Assuntos Sociais (I Governo Provisório).[319][502][503]
- Francisco Pereira de Moura: Ministro dos Assuntos Sociais (V Governo Provisório), Ministro sem Pasta (I e IV Governos Provisórios). Foi fundador da Comissão Democrática Eleitoral (CDE) que viria dar origem ao Movimento Democrático Português (MDP/CDE).[319][39][504]

#### Fundadores de Partidos Políticos presentes na Assembleia da República
- Augusto Sá da Costa: Cofundador do Partido Socialista.[505][506]
- Francisco Louçã: Cofundador do Bloco de Esquerda, Deputado à Assembleia da República (1999-2012), ex-Líder do Bloco de Esquerda e Professor Universitário.[507][508][509]
- Francisco Ramos da Costa: Cofundador do Partido Socialista.[505][510]
- Manuel Jorge Cardoso Castela: Cofundador do CHEGA.[501][511]
- Miguel Portas: Cofundador do Bloco de Esquerda, Deputado ao Parlamento Europeu (2004-2012).[507][512]
- Valentim Xavier Pintado: Cofundador do CDS-PP.[513][514]

#### Outros
- Alexandre Fernandes: Presidente do Conselho de Administração da ERSE - Entidade Reguladora dos Serviços Energéticos (2023-presente).[515][516]
- Ana Cristina Rodrigues Vieira da Mata: Presidente do Conselho de Administração da ANAC - Autoridade Nacional da Aviação Civil (2024-presente).[517][518]
- Carla Castro: Deputada à Assembleia da República pela Iniciativa Liberal (2022-2024), e candidata à presidência da Iniciativa Liberal em 2023.[519][520][521]
- Carlos Carvalhas: Deputado no Conselho da Europa, Secretário-geral do Partido Comunista Português (entre 1992 e 2004), Deputado na Assembleia da República, Deputado no Parlamento Europeu, Secretário de Estado do Trabalho (I, II, III, IV e V Governos Provisórios).[319][522]
- Carlos de Liz Teixeira Branquinho: Diplomata que salvou cerca de 1000 judeus do Holocausto em 1944.[523]
- Cristina Duarte: Conselheira Especial para África na ONU (2020-presente), Ministra das Finanças, do Planeamento e da Administração Pública de Cabo Verde (2006-2016).[524][525]
- João Nuno Carvalho Mendes: Presidente do Conselho de Administração do Grupo Águas de Portugal (2016-2019), Secretário de Estado do Tesouro (XXIII Governo Constitucional), Secretário de Estado das Finanças (XXII e XXIII Governos Constitucionais), Secretário de Estado do Planeamento (XIV Governo Constitucional).[319][526][527]
- João Valle e Azevedo: Secretário de Estado da Presidência (2025-Presente), Coordenador da área de política monetária no Departamento de Estudos Económicos do Banco de Portugal[528][529][530].
- Joaquim Cadete: Presidente da Parpública (2024-presente).[531]
- José Gusmão: Deputado ao Parlamento Europeu pelo Bloco de Esquerda (2019-2024), Deputado à Assembleia da República pelo Bloco de Esquerda (2009-2011).[532]
- Mariana Leitão: Líder da Iniciativa Liberal (2025-presente), Deputada à Assembleia da República (2024-presente).
- Mariana Mortágua: Líder do Bloco de Esquerda (2023-presente), Deputada à Assembleia da República.[533][534]
- Mário Machungo: Primeiro-Ministro de Moçambique (1986-1994).[535][536]
- Ricardo Mourinho Félix: Vice-presidente do Banco Europeu de Investimento (2020-2023), Secretário de Estado Adjunto do Tesouro e das Finanças (XXI Governo Constitucional), Secretário de Estado Adjunto e das Finanças (XXI e XXII Governos Constitucionais).[537][538]
- Sandra Maximiano: Presidente do Conselho de Administração da ANACOM - Autoridade Nacional de Comunicações (2023-presente).[539][540]
- Ulisses Correia e Silva: Primeiro-ministro de Cabo Verde (2016-Presente).[541][542]

### Academia e Investigação
- Abel Mateus: Economista e Cofundador da NOVA SBE.[543][544][545][546][547]
- Alfredo de Sousa: Cofundador e ex-Diretor da NOVA SBE.[548][547]
- Alfredo Marvão Pereira: Economista e Professor Universitário.[549][550][551][552]
- Ana Rute Cardoso: Economista e Professora Universitária.[553][554][555]
- António Afonso: Economista e Professor Universitário.[556][557][558][559]
- Bento de Jesus Caraça: Matemático e Professor Universitário.[43][560]
- Carlos Farinha Rodrigues: Economista e Professor Universitário.[561][562][563]
- Francisco Veloso: Diretor do INSEAD (2023-presente), Diretor do Imperial College Business School (2017-2023), Diretor da Católica Lisbon School of Business and Economics (2012-2017).[564][565]
- Jorge Bravo: Economista e Professor Universitário.[566][567][568]
- João Duque: Presidente do ISEG (2009-2014, 2022-presente), Economista, Comentador de política e economia.[569][570][571]
- João Ferreira do Amaral: Economista e Professor Universitário.[572][573]
- João Santos Silva: Professor Universitário e ex-Presidente da Escola de Economia na Universidade de Surrey (2015-2020).[574][575][549]
- José António Ferreira Machado: Economista, Professor Universitário e diretor da NOVA SBE (2005-2015).[557][576][577]
- José Mata: Economista e Professor Universitário.[557][578][579]
- Manuel Pinto Barbosa: Economista e Professor Universitário e Cofundador da NOVA SBE.[547][580]
- Mário Páscoa: Economista e Professor Universitário.[581][582][583]
- Miguel St. Aubyn: Economista e Professor Universitário.[556][584][585]
- Nuno Palma: Historiador Económico e Professor Universitário.[586][587][588]
- Paulo Trigo Pereira: Economista, Professor Universitário, Cofundador e Presidente do IPP - Institute of Public Policy, Deputado independente à Assembleia da República pelo Partido Socialista (2015-2019).[589][590][591]
- Ricardo Paes Mamede: Economista, Professor Universitário e Comentador de Economia e Política.[592][593]

### Cultura e Media
- Ana Garcia Martins: a.k.a "A Pipoca Mais Doce", apresentadora, escritora e humorista.[594]
- David Machado: Escritor.[595]
- Joana Aguiar: Atriz.[596][597]
- Luís Urbano: Produtor Cinematográfico na empresa O Som e a Fúria, e membro da Academia de Artes e Ciências Cinematográficas, organização que atribui anualmente os Óscares.[598][599][600][601]
- Pedro Pinto: Chief Communications Officer no Sport Lisboa e Benfica (2021-presente), Subdiretor de Informação da TVI (2016-2020), Jornalista e Pivot na TVI (1998-2020).[602][603][604]
- Pedro Sousa Carvalho: Jornalista e Diretor Executivo do jornal ECO.[605][606]
- Renato Duarte: Locutor de Rádio.[607][608][609]

## Condecorações
A 7 de fevereiro de 1987, o então Instituto Superior de Economia (atual ISEG) foi distinguido como Membro-Honorário da Ordem da Instrução Pública.
A 23 de maio de 2011, o Instituto Superior de Economia e Gestão foi distinguido como Membro-Honorário da Antiga, Nobilíssima e Esclarecida Ordem Militar de Sant'Iago da Espada, do Mérito Científico, Literário e Artístico.